# 巴盖希
巴盖希是葡萄牙布拉干萨区的一个堂区。总面积9.88平方公里，总人口190人，人口密度19.2人/平方公里。